# Planorbella multivolvis
Planorbella multivolvis е изчезнал вид коремоного от семейство Planorbidae.

## Разпространение
Видът е ендемичен за щата Мичиган в САЩ.